# Magenhochzug
Magenhochzug (englisch gastric pull-up) bedeutet Interposition beziehungsweise Hochzug des zumeist zu einer schmalen Ersatz-Speiseröhre umgeformten Magens (Magenschlauch). Es handelt sich um ein Verfahren zur Rekonstruktion der Speisepassage nach Entfernung der Speiseröhre (Ösophagektomie), meist beim Speiseröhrenkrebs (Ösophaguskarzinom). In der Kinderchirurgie kommt das Verfahren zur Behandlung des angeborenen Speiseröhrenverschlusses (Ösophagusatresie) oder der nicht vorhandenen Speiseröhre (Ösophagusagenesie) zum Einsatz.

## Routen / Wege
Es gibt verschiedene „Routen“ der Rekonstruktion, d. h. verschiedene Wege, wo dieser Schlauchmagen entlanggelegt werden kann. Am häufigsten verwendet wird der retrosternale Weg (hinter dem Sternum = Brustbein) oder der transmediastinale Weg (das heißt im Bereich des ursprünglichen Sitzes der Speiseröhre im Mittelfellraum = Mediastinum).

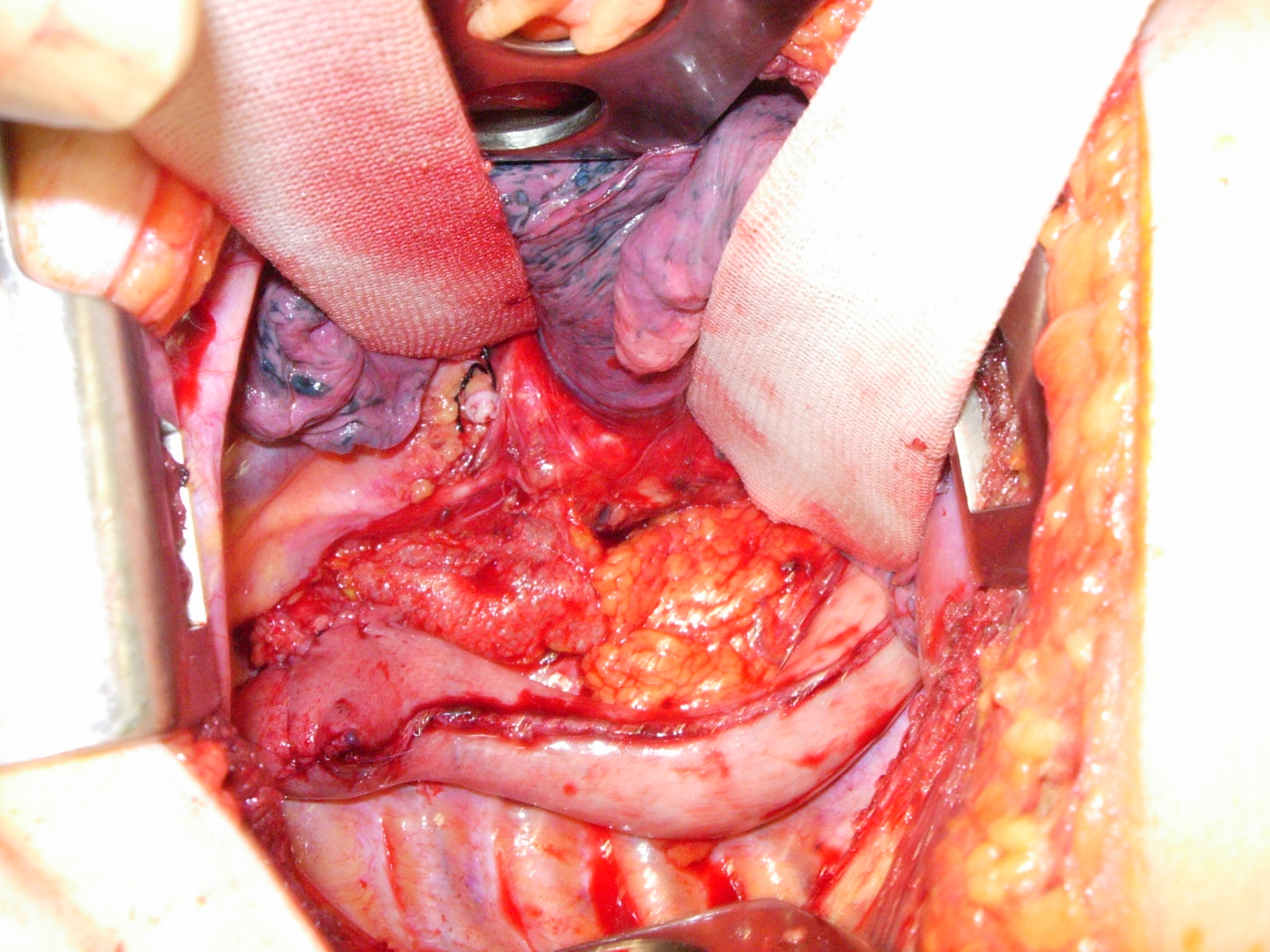
Oesophagusresektion mit Magenhochzug nach Fertigstellung der Anastomose intrathorakal
Zum Hochzug vorbereiteter Magenschlauch

## Anschluss
Der Anschluss des hochgezogenen Magens, die Ösophagogastrostomie, erstmals erfolgreich durchgeführt 1913 von Heyrovsky (abdominal) und 1916 von F. Henschen (transpleural), erfolgt heute entweder im Halsbereich („collare Ösophagogastrostomie“) oder im Mediastinum („thorakale Ösophagogastrostomie“) bei Teilentfernung der unteren Speiseröhre (Ösophagusresektion).
Es werden meist maschinelle („Circular Stapler“), aber auch handgenähte Anastomosen angelegt.

## Alternative
Eine Alternative zum Magenhochzug ist die Koloninterposition, wenn der Magen durch Voroperation (früherer OP am Magen) nicht für den Magenhochzug zur Verfügung steht.